# Microgale monticola
Microgale monticola is een zoogdier uit de familie van de tenreks (Tenrecidae). De wetenschappelijke naam van de soort werd voor het eerst geldig gepubliceerd door Goodman & Jenkins in 1998.

## Voorkomen
De soort komt voor in de noordelijke hooglanden in het noorden van Madagaskar.